# Tomaž Košir (gospodarstvenik)
Tomaž Košir, slovenski gospodarstvenik, * 12. november 1951, Žiri.

## Življenjepis
Košir je leta 1973 diplomiral na Ljubljanski EF. Po končanem študiju se je zakoslil v prodajni službi tovarne obutve Alpina v Žireh in 1980 postal njen glavni direktor.